# Réaux (Charente-Maritime)
Réaux ist eine Ortschaft und eine ehemalige französische Gemeinde mit zuletzt  
501 Einwohnern (Stand: 2015) im Département Charente in der Region Nouvelle-Aquitaine (vor 2016 Poitou-Charentes). Sie gehörte zum Arrondissement Jonzac und zum Kanton gleichnamigen Kanton.
Die früher eigenständige Gemeinde ging mit Wirkung vom 1. Januar 2016 mit Moings und Saint-Maurice-de-Tavernole in der neu geschaffenen Commune nouvelle Réaux sur Trèfle auf. Der Verwaltungssitz befindet sich im Ort Réaux. Den ehemaligen Gemeinden wurde der Status einer Commune déléguée nicht zuerkannt.

## Lage
Nachbarorte sind Saint-Maurice-de-Tavernole im Nordwesten, Moings im Nordosten, Allas-Champagne im Osten, Meux im Südosten, Champagne im Süden, Jonzac im Südwesten und Saint-Germain-de-Lusignan im Westen.

## Bevölkerungsentwicklung
| Jahr      | 1962 | 1968 | 1975 | 1982 | 1990 | 1999 | 2008 | 2015 |
| --------- | ---- | ---- | ---- | ---- | ---- | ---- | ---- | ---- |
| Einwohner | 440  | 481  | 516  | 453  | 436  | 475  | 452  | 476  |

## Sehenswürdigkeiten
Siehe auch: Liste der Monuments historiques in Réaux sur Trèfle
- Kirche Saint-Vincent, seit dem 13. März 1935 ein Monument historique

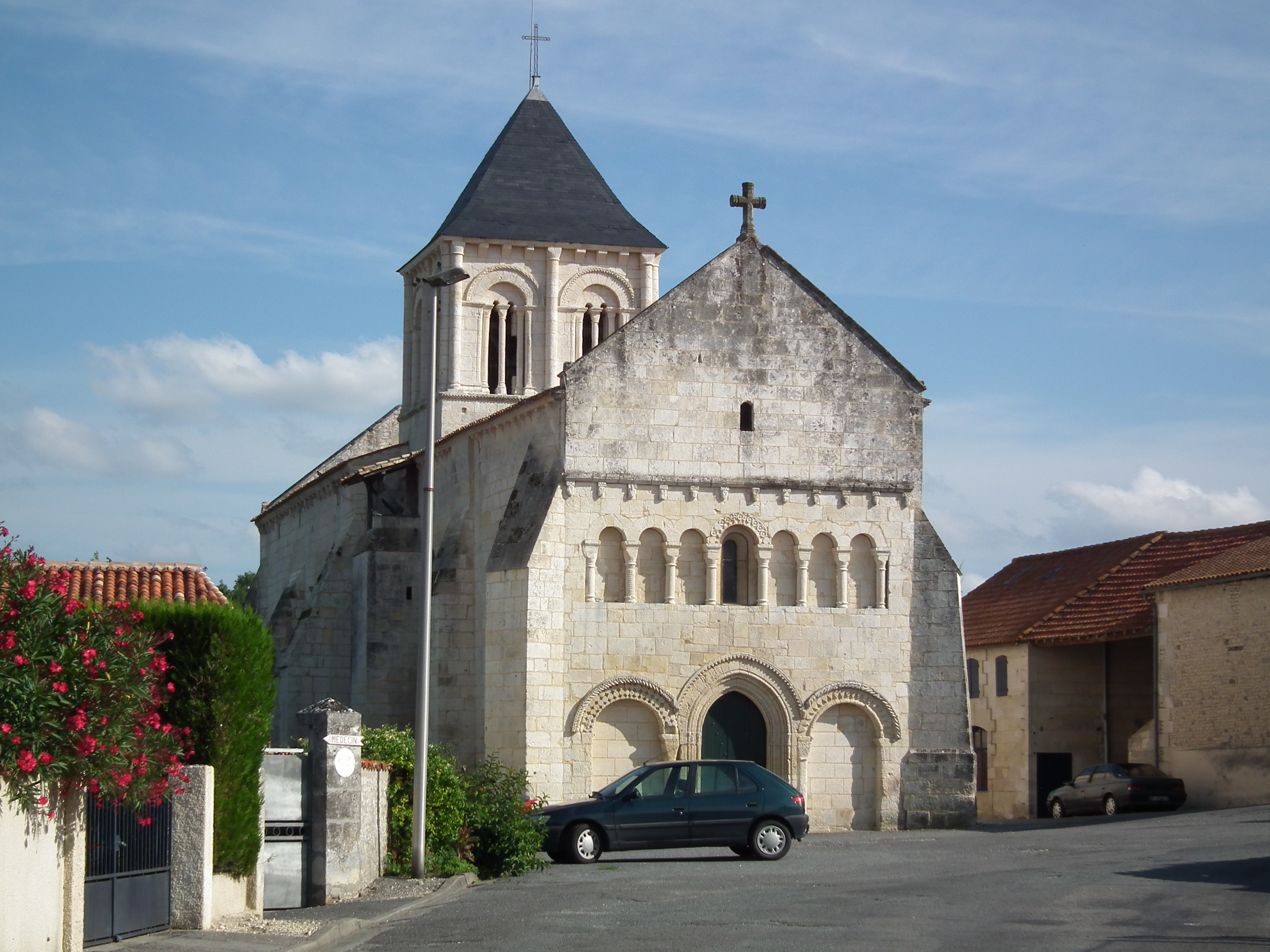
Kirche Saint-Vincent